# Technetium(IV)-chlorid
Technetium(IV)-chlorid, meist auch Technetiumtetrachlorid, (TcCl4) ist eine anorganische Verbindung der Elemente Technetium und Chlor.

## Darstellung
Technetium(IV)-chlorid kann durch Reaktion von Technetium(VII)-oxid mit Tetrachlorkohlenstoff oder Technetium mit Chlor gewonnen werden.
{\displaystyle {\ce {Tc2O7 + 7 CCl4 -> 2 TcCl4 + 7 COCl2 + 3 Cl2}}}
{\displaystyle {\ce {Tc + 2 Cl2 -> TcCl4}}}

## Eigenschaften
Technetium(IV)-chlorid ist ein feuchtigkeitsempfindlicher roter Feststoff. In Wasser löst es sich unter hydrolytischer Zersetzung, in Salzsäure unter Bildung von [TcCl6]2−. Technetium(IV)-chlorid hat eine orthorhombische Kristallstruktur mit der Raumgruppe Pbca (Raumgruppen-Nr. 61) und den Gitterparametern a = 603 pm, b = 1165 pm und c = 1406 pm.
Doppelhexahalogenide können durch Reaktion mit Salzen anorganischer oder organischer Kationen hergestellt werden.